# Басурмановка
Басурмановка (баш. Боһорман) — деревня в Мелеузовском районе Республики Башкортостан Российской Федерации. Административный центр Абитовского сельсовета.

## География

### Географическое положение
Находится на левом берегу реки Нугуш.
Расстояние до:
- районного центра (Мелеуз): 23 км,
- ближайшей ж/д станции (Мелеуз): 23 км.

## Население
| 2002 | 2009 | 2010 |
| ---- | ---- | ---- |
| 239  | ↗252 | ↘202 |

Национальный состав
Согласно переписи 2002 года, преобладающие национальности — русские (56 %), башкиры (40 %).